# Federico Martínez (Fußballspieler, 1984)
Federico Martínez, vollständiger Name Eduardo Federico Martínez Colombo, (* 28. November 1984 in Florida) ist ein ehemaliger uruguayischer Fußballspieler.

## Karriere
Der 1,90 Meter große Offensivspieler Martínez, begann seine Fußballkarriere 2004 in Uruguay bei den Rampla Juniors in der Primera División. Im Folgejahr war er für den Ligakonkurrenten Defensor Sporting Club aktiv. 2006 stand er wieder in Reihen der Rampla Juniors. Schließlich verließ er den Verein in Richtung Central Español FC, für das er in der Clausura 2007 spielte. 2007 wechselte Federico Martínez zu Rosario Central in die argentinische Primera División und gehörte dem Klub in der Apertura 2007 und der Clausura 2008 an, kam allerdings in der Liga nicht zum Einsatz. In der Clausura 2008 stand er beim CD Antofagasta in Chile unter Vertrag.
2009 lief er in vier Partien der Staatsmeisterschaft von Rio de Janeiro für AD Cabofriense auf und traf zweimal. 2010 zog es den großgewachsenen Stürmer im Jahr nach Singapur zum Armeeklub FC Singapore Armed Forces / Warriors. Dort sind 17 Ligaspiele mit je nach Quellenlage neun oder zehn Treffern Beim achtmaligen Meister kam Martínez auch zu fünf Einsätzen in der Asiatischen Champions League (zwei Tore). Am 25. März 2011 unterschrieb Martínez einen Einjahresvertrag beim FK Ventspils. Er debütierte für das Team aus Ventspils am 1. Spieltag der Saison 2011 gegen den FK Jūrmala-VV, den ersten Treffer markierte Martínez am 4. Spieltag gegen Olimps Riga. Im Lettischen Pokal gewann er mit Ventspils das Finalspiel gegen Liepājas Metalurgs mit 3:1.
Im Jahr 2011 und 2013 wurde er zudem Lettischer Meister. In der Saison 2012/13 gewann sein Team erneut den Pokal. Insgesamt bestritt er für die Letten 70 Ligaspiele und schoss 20 Tore. 2014 wechselte er zu Oriente Petrolero und absolvierte dort in der Spielzeit 2013/14 15 Spiele in der LFPB. Dabei erzielte er zwei Treffer. Danach beendete er seine aktive Laufbahn.

## Erfolge
- Lettischer Pokalsieger 2010/11, 2012/13
- Lettischer Meister 2011, 2013